# Вояковские
Вояковские (пол. Wojakowski) — дворянский род, герба Брохвич.
Восходит к первой половине XV столетия и рано разделился на отдельные ветви, из которых первая происходит от земского судьи Перемышльского Гаспара Ремигиевича Вояковского (1590) и записана в VI части родословной книги Подольской губернии.
Вторая ветвь Вояковских, от чашника Жидочевского Андрея Вояковского (1667), записана в VI части родословной книги Волынской губернии.
Третья ветвь — от Павла Константиновича Вояковского, владевшего поместьем в Подольском воеводстве (1709), записана в I части родословной книги Подольской губернии.
Четвёртая ветвь Вояковских, происходящая от Ивана Вояковского (1690), записана в I части родословной книги Киевской губернии.

## Описание герба
В серебряном поле олень, вправо. В навершии шлема павлиний хвост. Герб Брохвич 2 (употребляют: Рогойские, Вояковские) внесен в Часть 1 Гербовника дворянских родов Царства Польского, стр. 97.